# Celia Imrie
Celia Diana Savile Imrie (Guildford, 15 juli 1952) is een Brits actrice en schrijfster.

## Biografie
Celia Imrie werd op 15 juli 1952 geboren in Guildford, Surrey, als vierde van vijf kinderen van Dr. David Andrew Imrie, een radioloog uit Glasgow, Schotland, en Diana Elizabeth Imrie, geboren Cator. Imrie volgde onderwijs aan de Guildford High School, een onafhankelijke meisjesschool in haar geboorteplaats Guildford, gevolgd door de Guildford School of Acting.
Imrie werd tijdens de Birthday Honours 2023 benoemd tot Commandeur in de Orde van het Britse Rijk (CBE) voor haar verdiensten voor het drama.

### Carrière
Imrie is actief op radio, televisie, in films en in het theater. Ze is vooral bekend van haar filmrollen in de Bridget Jones-filmreeks, Calendar Girls (2003), Nanny McPhee (2005), The Best Exotic Marigold Hotel (2011), The Second Best Exotic Marigold Hotel (2015), Mamma Mia! Here We Go Again (2018) en Malevolent (2018).
Nadat ze als koormeisje in menig pantomime had gespeeld, kreeg Imrie in 1975 een baan als assistent-toneelmanager en understudy bij de Royal Shakespeare Company, tijdens een wereldtournee. In 1979 speelde Imrie in haar eerste revue.

### Schrijverscarrière
Imrie's debuutroman Not Quite Nice werd in 2015 uitgegeven door Bloomsbury, stond zes weken in de Sunday Times-Top tien, werd door The Times omschreven als een 'heerlijk stukje entertainment' en bereikte ook nummer vijf in de "Apple iBook"-hitlijst en nummer 8 in de boekenlijst van Amazon. Haar tweede roman, Nice Work (If You Can Get It), werd in 2016 gepubliceerd en haar derde, Sail Away, werd in februari 2018 gepubliceerd. Haar volgende werk, A Nice Cup of Tea, werd in 2019 gepubliceerd en haar vijfde roman, Orphans of the Storm, werd in 2021 gepubliceerd.

## Filmografie

### Film
| Jaar | Titel                                           | Rol                   | Opmerkingen |
| ---- | ----------------------------------------------- | --------------------- | ----------- |
| 1973 | Assassin                                        | Stacys secretaresse   |             |
| 1974 | House of Whipcord                               | Barbara               |             |
| 1978 | Death on the Nile                               | meid                  |             |
| 1983 | The Wicked Lady                                 | serveerster           |             |
| 1986 | Highlander                                      | Kate                  |             |
| 1992 | Blue Black Permanent                            | Barbara Thorburn      |             |
| 1994 | Mary Shelley's Frankenstein                     | Mrs. Moritz           |             |
| 1995 | In the Bleak Midwinter                          | Fadge                 |             |
| 1997 | The Borrowers                                   | Homily Clock          |             |
| 1998 | Hilary and Jackie                               | Iris Du Pré           |             |
| 1998 | Hiccup                                          | Judy                  | korte film  |
| 1999 | Star Wars: Episode I: The Phantom Menace        | Fighter Pilot Bravo 5 |             |
| 2001 | Bridget Jones's Diary                           | Una Alconbury         |             |
| 2001 | Lucky Break                                     | Amy Chamberlain       |             |
| 2001 | Revelation                                      | Harriet Martel        |             |
| 2002 | Thunderpants                                    | Miss Rapier           |             |
| 2002 | Heartlands                                      | Sonja                 |             |
| 2003 | Calendar Girls                                  | Celia                 |             |
| 2003 | Out of Bounds                                   | Dr Imogen Reed        |             |
| 2004 | Wimbledon                                       | Lydice Kenwood        |             |
| 2004 | Bridget Jones: The Edge of Reason               | Una Alconbury         |             |
| 2005 | Wah-Wah                                         | Lady Riva Hardwick    |             |
| 2005 | Imagine Me & You                                | Tessa                 |             |
| 2005 | Nanny McPhee                                    | Mrs Quickly           |             |
| 2007 | St. Trinian's                                   | Matron                |             |
| 2009 | St. Trinian's 2: The Legend of Fritton's Gold   | Matron                |             |
| 2010 | You Will Meet a Tall Dark Stranger              | Enid Wicklow          |             |
| 2010 | The Man Who Married Himself                     | moeder                | korte film  |
| 2011 | The Best Exotic Marigold Hotel                  | Madge Hardcastle      |             |
| 2011 | My Angel                                        | The Librarian         |             |
| 2012 | Acts of Godfrey                                 | Helen McGann          |             |
| 2013 | The Love Punch                                  | Pen                   |             |
| 2014 | What We Did on Our Holiday                      | Agnes Chisolm         |             |
| 2014 | Nativity 3: Dude, Where's My Donkey?            | Clara Keen            |             |
| 2015 | The Second Best Exotic Marigold Hotel           | Madge Hardcastle      |             |
| 2015 | Molly Moon and the Incredible Book of Hypnotism | Edna de kok           |             |
| 2016 | Year by the Sea                                 | Erikson               |             |
| 2016 | Absolutely Fabulous: The Movie                  | Claudia Bing          |             |
| 2016 | Bridget Jones's Baby                            | Una Alconbury         |             |
| 2016 | A Cure for Wellness                             | Victoria Watkins      |             |
| 2017 | Monster Family                                  | Cheyenne              | stemrol     |
| 2017 | Finding Your Feet                               | Bif                   |             |
| 2018 | Malevolent                                      | Mrs Green             |             |
| 2018 | Mamma Mia! Here We Go Again                     | vice-kanselier        |             |
| 2018 | Nativity Rocks!                                 | Mrs. Keen             |             |
| 2020 | Love Sarah                                      | Mimi                  |             |
| 2022 | Fifty-Four Days                                 | Gloria                | korte film  |
| 2023 | Love Again                                      | Gina Valentine        |             |
| 2023 | Good Grief                                      | Imelda                |             |
| 2025 | Bridget Jones: Mad About the Boy                | Una Alconbury         |             |

### Televisie
| Jaar       | Titel                                 | Rol                         | Opmerkingen                                                         |
| ---------- | ------------------------------------- | --------------------------- | ------------------------------------------------------------------- |
| 1974       | Upstairs, Downstairs                  | Jenny                       | "If You Were the Only Girl in the World", "Missing Believed Killed" |
| 1979       | To the Manor Born                     | Polly                       | "A Touch of Class"                                                  |
| 1980       | Shoestring                            | Sheila Johnson              | "The Dangerous Game"                                                |
| 1980       | To the Manor Born                     | Surgery Receptionist        | "Vive Le Sport"                                                     |
| 1981       | The Nightmare Man                     | Fiona Patterson             |                                                                     |
| 1981       | 81 Take 2                             |                             | tv-film                                                             |
| 1982       | Cloud Howe                            | Else Queen                  |                                                                     |
| 1983       | Bergerac                              | Marianne Bellshade          |                                                                     |
| 1985–1987  | Victoria Wood: As Seen on TV          | Various characters          |                                                                     |
| 1988       | Taggart                               | Helen Lomax                 | "Root of Evil"                                                      |
| 1988–1989  | The New Statesman                     | Hilary                      | "Alan B'Stard Closes Down the BBC", "May the Best Man Win"          |
| 1989       | Murder by Moonlight                   | Patsy Diehl                 | tv-film                                                             |
| 1989       | Victoria Wood                         | Carol                       | "We'd Quite Like to Apologise"                                      |
| 1989       | Victoria Wood                         | Jackie                      | "Val De Ree (Ha Ha Ha Ha Ha)"                                       |
| 1989       | Victoria Wood                         | Julia / Spoof TV Ad actress | "Staying In"                                                        |
| 1990       | Oranges Are Not the Only Fruit        | Miss Jewsbury               |                                                                     |
| 1990       | The World of Eddie Weary              | Birdie                      | tv-film                                                             |
| 1990       | Old Flames                            | Davina Wright / Hopjoy      |                                                                     |
| 1990       | 102 Boulevard Haussmann               | Mme Massis                  |                                                                     |
| 1991       | Lovejoy                               | Lady Felicity Carey-Holden  | "The Italian Venus"                                                 |
| 1991       | The Darling Buds of May               | Corinne Perigo              | "When the Green Woods Laugh (Parts 1 & 2)"                          |
| 1991       | All Good Things                       | Rachel Bromley              |                                                                     |
| 1991       | Stay Lucky                            | Julie Vernon                | "The Food of Love"                                                  |
| 1992       | Victoria Wood's All Day Breakfast     | Various characters          |                                                                     |
| 1992       | Van der Valk                          | Marijke Dekker              | "Still Waters"                                                      |
| 1993       | Bonjour la Classe                     | Mrs Botney                  | "Red Card"                                                          |
| 1993       | The Riff Raff Element                 | Joanna Tundish              |                                                                     |
| 1993       | A Question of Guilt                   | Sissy Malton                | tv-film                                                             |
| 1994       | A Dark Adapted Eye                    | Vera Hillyard               | tv-film                                                             |
| 1994       | Pat and Margaret                      | Claire                      | tv-film                                                             |
| 1994       | The Return of the Native              | Susan Nunsuch               | tv-film                                                             |
| 1995–2001  | Absolutely Fabulous                   | Claudia Bing                | "Jealous", "Menopause"                                              |
| 1995       | Casualty                              | Elizabeth Clayton           | "Learning Curve"                                                    |
| 1995–1996  | Blackhearts in Battersea              | Duchess of Battersea        |                                                                     |
| 1996       | The Writing on the Wall               | Kirsty                      | tv-film                                                             |
| 1997       | Hospital!                             | Sister Muriel               | tv-film                                                             |
| 1997       | Wokenwell                             | June Bonney                 |                                                                     |
| 1997       | Into the Blue                         | Nadine Cunningham           |                                                                     |
| 1997       | The History of Tom Jones, a Foundling | Mrs Miller                  |                                                                     |
| 1997       | The Canterville Ghost                 | Lucy Otis                   | tv-film                                                             |
| 1997       | Mr. White Goes to Westminster         | Victoria Madison            | tv-film                                                             |
| 1998       | Duck Patrol                           | Mrs Calloway                | "River Rage"                                                        |
| 1998–2000  | dinnerladies                          | Philippa Moorcroft          |                                                                     |
| 1999       | Wetty Hainthropp Investigates         | Nightclub owner             | korte tv-film                                                       |
| 1999       | Hilltop Hospital                      | Surgeon Sally               | stemrol                                                             |
| 1999       | A Christmas Carol                     | Mrs Bennett                 | tv-film                                                             |
| 2000       | Gormenghast                           | Lady Gertrude               |                                                                     |
| 2000       | Dalziel and Pascoe                    | Christina Chance            | "Above the Law"                                                     |
| 2000       | Victoria Wood With All The Trimmings  | Various characters          |                                                                     |
| 2001       | Love in a Cold Climate                | Aunt Sadie                  |                                                                     |
| 2001       | Baddiel's Syndrome                    | Ruth Proudhon               | "Inventions Now"                                                    |
| 2001       | Station Jim                           | Miss Frazier                | tv-film                                                             |
| 2001       | Midsomer Murders                      | Louise August               | "Dark Autumn"                                                       |
| 2001       | Randall & Hopkirk                     | Professor McKern            | "Revenge of the Bog People"                                         |
| 2002       | Heartbeat                             | Sylvia Langley              | "The Shoot"                                                         |
| 2002       | The Gathering Storm                   | Violet Pearman              | tv-film                                                             |
| 2002       | Sparkhouse                            | Kate Lawton                 |                                                                     |
| 2002       | A Is for Acid                         | Rose Henderson              | tv-film                                                             |
| 2002       | Daniel Deronda                        | Mrs Meyrick                 |                                                                     |
| 2002       | Doctor Zhivago                        | Anna Gromyko                |                                                                     |
| 2003       | The Planman                           | Gail Forrester              | tv-film                                                             |
| 2003       | Still Game                            | Mrs Begg                    | "Wummin'"                                                           |
| 2004       | Jonathan Creek                        | Thelma Bailey               | "Gorgons Wood"                                                      |
| 2004       | Doc Martin                            | Susan Brading               | "Going Bodmin"                                                      |
| 2004       | Agatha Christie's Marple              | Madame Joilet               | "4.50 from Paddington"                                              |
| 2005       | Mr. Harvey Lights a Candle            | Miss Davies                 | tv-film                                                             |
| 2006       | Agatha Christie's Poirot              | 'Aunt' Kathy Cloade         | "Taken at the Flood"                                                |
| 2006       | The Lavender List                     | Mary Wilson                 | tv-film                                                             |
| 2006       | Where the Heart Is                    | Gaynor Whiteside            | "Walk of Faith"                                                     |
| 2007–2008  | After You've Gone                     | Diana                       |                                                                     |
| 2007–2009  | Kingdom                               | Gloria Millington           |                                                                     |
| 2009       | Cranford                              | Lady Glenmire               | "Christmas Special"                                                 |
| 2010       | The Road to Coronation Street         | Doris Speed                 | tv-film                                                             |
| 2011       | The Bleak Old Shop of Stuff           | Miss Christmasham           |                                                                     |
| 2012       | Hacks                                 | Tabby                       | tv-film                                                             |
| 2012       | Titanic                               | Grace Rushton               |                                                                     |
| 2012       | Lewis                                 | Michelle Marber             |                                                                     |
| 2013       | Doctor Who                            | Miss Kizlet                 | "The Bells of Saint John"                                           |
| 2013       | Love and Marriage                     | Rowan Holdaway              |                                                                     |
| 2014       | Blandings                             | Charlotte                   |                                                                     |
| 2014       | Our Zoo                               | Lady Daphne Goodwin         |                                                                     |
| 2015       | Vicious                               | Lillian Haverfield-Wickham  |                                                                     |
| 2016       | Legends of Tomorrow                   | Mary Xavier                 |                                                                     |
| 2016–2022  | Better Things                         | Phyllis "Phil" Darby        |                                                                     |
| 2018       | Patrick Melrose                       | Kettle                      |                                                                     |
| 2018       | Hang Ups                              | Maggie Pitt                 |                                                                     |
| 2020       | Keeping Faith                         | Rose Fairchild              | seizoen 3, hoofdrol                                                 |
| 2023–heden | The Diplomat                          | Margaret "Meg" Roylin       | Recurring role                                                      |
| 2024       | A Ghost Story for Christmas           | Edith Nesbit                | Episode 18: "Woman of Stone"                                        |
| 2025       | Celebrity Traitors                    | deelnemer                   |                                                                     |